# Гейгер, Анна Белла
Анна Белла Гейгер (порт. Anna Bella Geiger, 4 апреля 1933; Рио-де-Жанейро, Бразилия) — бразильская художница польско-еврейского происхождения, работающая в различных формах искусства, профессор Школы визуальных искусств Парка Лаже. Она проживает в Рио-де-Жанейро. Её работы хранятся а галереях и частных коллекциях в США, Китае, Бразилии и Европе.

## Биография
Родители Анны Беллы Гейгер выросли в городе Островец-Свентокшиский (Польша). Они переехали в Бразилию за десять лет до её рождения. Её отец был ремесленником.
Гейгер сначала обучалась литературе и языкознанию в Федеральном университете Рио-де-Жанейро, а затем в 1950-х годах изучала искусство в Институте Файги Островер в Рио-де-Жанейро. В 1954 году Гейгер перебралась в Нью-Йорк, где она брала уроки истории искусства в Метрополитен-музее, а в следующем году вернулась в Рио-де-Жанейро. В 1965 году Гейгер стала посещать гравёрную мастерскую в Музее современного искусства в Мехико, где три года спустя она начала преподавать. В 1969 году она вновь прибыла в Нью-Йорк в 1969 году, чтобы преподавать в Колумбийском университете, а в 1970 года снова вернулась в Рио-де-Жанейро.
В 1970-х годах Гейгер, работая в направлении абстракционизма, начала включать в свои произведения репрезентативные элементы и использовать фотографическую гравюру, фотомонтаж, ассамбляж, скульптуру и видео. В 1980-х годах она сосредоточилась на живописи, а в начале 1990-х годов — на картографических изображениях, отлитых в металле, и железных конструкциях архивных ящиков, включающих металлическое плетение и живопись горячим воском (энкаустика). Позднее она также занималась искусством инсталляции с видео. В 2006 году в Рио-де-Жанейро Гейгер создала инсталляцию «Цирцея», включавшую в себя масштабную модель древнеегипетских руин и видеозапись выступления. Эта инсталляция была воссоздана в 2009 году.
В 1983 году Гейгер стала членом Мемориального фонда Джона Саймона Гуггенхайма.

## В коллекциях музеев
Работы Гейгера хранятся в коллекциях Нью-Йоркского музея современного искусства, Музея Виктории и Альберта (Лондон), Центра Жоржа Помпиду (Париж), Гарвардского художественного музея (Кембридж, США), Фонда Гетти (Лос-Анджелес), Музея Серралвеш (Порту), Художественного музея во Франкфурте-на-Майне, Центра искусств королевы Софии (Мадрид), Музея современного искусства (Чикаго) и Национального музея женского искусства (Вашингтон). Выставки её работ проводились в Лондоне, Токио, Варшаве, Оттаве, Португалии и Пуэрто-Рико.
Работа Гейгер 1978 года «Наш хлеб насущный» (порт. A Pao Nosso de Cada Dia), фотографическая открытка, представленная в пяти экземплярах, ныне хранится в Музее Блэнтона в Остине (Техас), Музее изобразительных искусств Теппер Такаяма в Бостоне (Массачусетс) и Гарвардском музее Фогга. Её гравюры также находятся в коллекциях в Национального музея изобразительных искусств в Рио-де-Жанейро и Музее современного искусства в Нитерое.